# Peter Duncan (écrivain)
Pour les articles homonymes, voir Peter Duncan.
Peter Duncan, nom de plume de Butler Markham Atkinson, Jr., né le 7 janvier 1918 à Madison en Géorgie aux États-Unis et mort le 8 août 1994 à Los Angeles en Californie, est un écrivain et journaliste américain, auteur de roman noir.

## Biographie
Il collabore à plusieurs journaux et magazines américains comme The New Yorker, Collier's Weekly et The Saturday Evening Post.
En 1960, il publie son premier roman, Je suis un sournois (Sweet Cheat). Ce roman qualifié de « Jim Thompson optimiste » par Jean-Patrick Manchette est selon Claude Mesplède « un petit chef-d'œuvre » avec un « humour garanti ! À lire absolument ».

## Œuvre

### Romans
- Sweet Cheat (1960)
  - Je suis un sournois, Éditions Gallimard, coll. « Série noire » no 578 (1960), réédition Éditions Gallimard, coll. « La Poche noire » no 134 (1970), réédition Éditions Gallimard, coll. « Carré noir » no 357 (1980)  (ISBN 2-07-043357-9), réédition Éditions Gallimard, coll. « Série noire » no 578 (1993)  (ISBN 2-07-049379-2), réédition Éditions Cercle polar, coll. « Roman noir » (2002)  (ISBN 2-7441-5845-3), réédition Éditions Gallimard, coll. « Folio policier » no 733 (2014)  (ISBN 978-2-07-014116-6)
- The Tell-Tale Tart (1961)

## Sources
: document utilisé comme source pour la rédaction de cet article.
- Claude Mesplède (dir.), Dictionnaire des littératures policières, vol. 1 : A - I, Nantes, Joseph K, coll. « Temps noir », 2007, 1054 p. (ISBN 978-2-910-68644-4, OCLC 315873251)